# کوتا نیتادوری
کوتا نیتادوری (ژاپنی: 似鳥 康太؛ زادهٔ ۱۶ آوریل ۱۹۹۶) یک بازیکن فوتبال اهل ژاپن است.
از باشگاه‌هایی که در آن بازی کرده‌است می‌توان به باشگاه فوتبال فاگیانو اوکایاما، باشگاه فوتبال یوکوهاما و باشگاه فوتبال رواسو کوماموتو اشاره کرد.